# Эструс

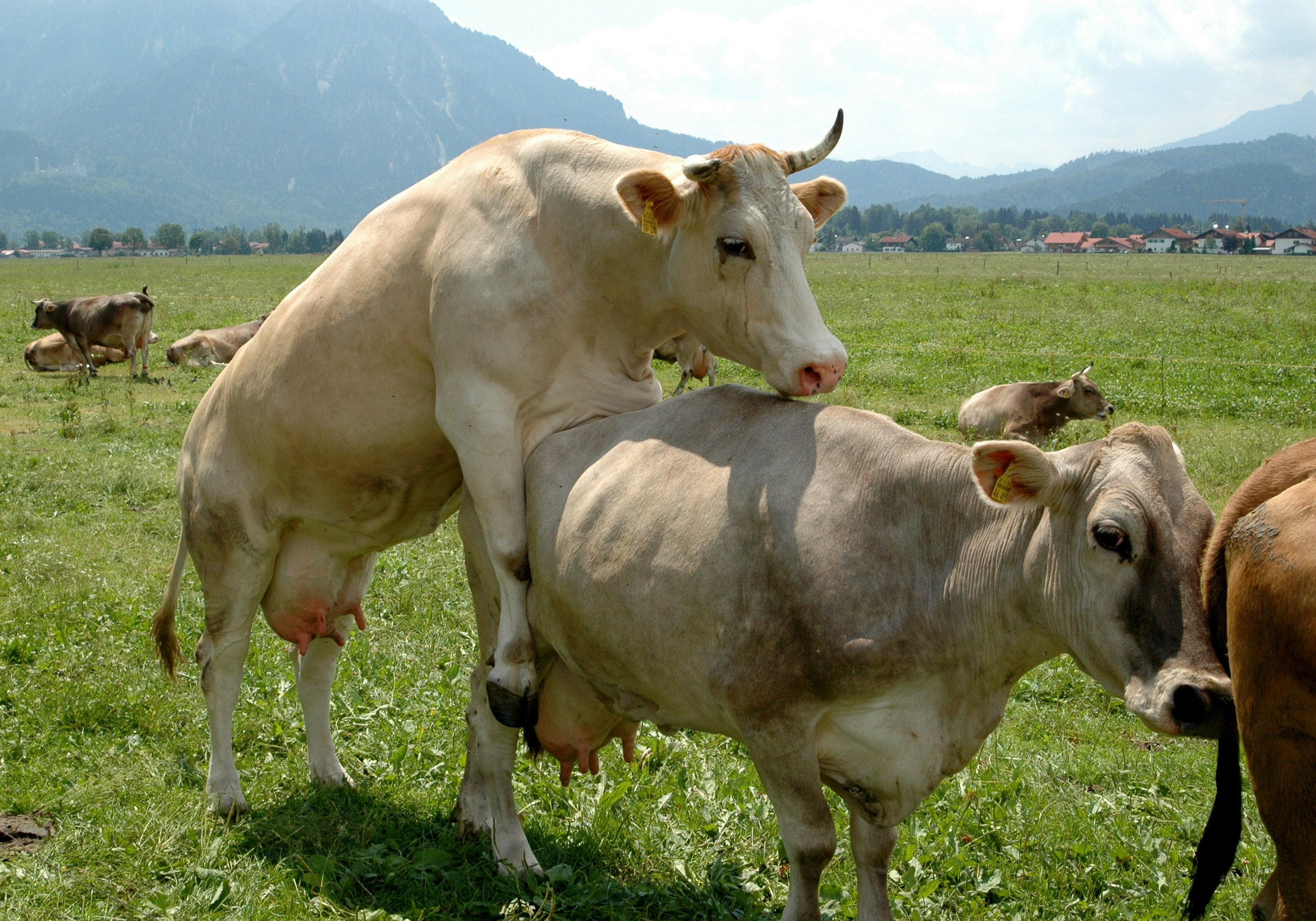
Типичное поведение коров во время охоты, другие коровы имитируют быка в отношении находящейся в охоте

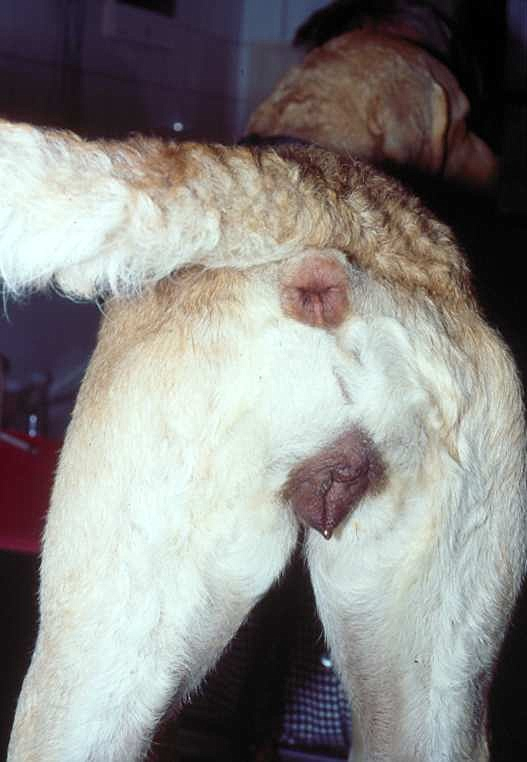
Наружные половые органы суки во время течки

Э́струс (греч. οἶστρος «страсть, неистовство, ярость»), или те́чка, или охо́та также — это часть полового цикла, морфологические изменения, которые циклически повторяются в половой системе самок, связанные с созреванием гамет и их выходом в брюшную полость в процессе овуляции. В регуляции эстрального или полового цикла участвуют гормоны гипоталамо-аденогипофизарной системы и яичника. Течка соответствует периоду половой активности самок и совпадает по времени с созреванием фолликулов в яичниках (фолликулярная фаза полового цикла). Так называют также одну из стадий вагинального цикла животных (соответствует концу полового цикла). При течке происходит выделение отслаивающихся клеток эпителия влагалища, что иногда сопровождается кровотечением (например у собак). 

## Разделение

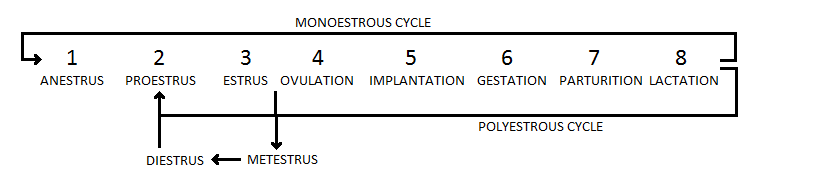
Схема периодов полового цикла самок животных, в случаях оплодотворения и без него

Эстральный цикл делится на 4 стадии:
- проэструс (предтечка);
- эструс (течка);
- метаэструс (послетечка);
- диэструс (межтечка).

### Проэструс
Проэструс — подготовительная фаза. Под влиянием либеринов среднего отдела гипоталамуса усиливается продукция гонадотропоцитамы аденогипофиза ФСГ, мишенями которого являются примордиальные фолликулы яичника. Они вступают в стадию роста и начинают производить эстроген (эстрон, эстриол и эстрадиол). Их мишенью является матка, в железах которой наблюдаются следующие преобразования, нарастающие по мере увеличения концентрации эстрогена в крови: постепенно набухает и утолщается слизистая оболочка матки, в ней нарастает количество железистых клеток, которые начинают продуцировать жидкий секрет, железы углубляются и начинают ветвиться.

### Эструс
Нарастание концентрации эстрогена в крови по принципу обратной связи вызывает усиление продукции в гипоталамусе статинов, подавляющих секрецию ФСГ, и лю-либеринов, под влиянием которых в гонадотропоцитах аденогипофиза начинается секреция лютеинизирующего гормона (ЛГ). Увеличение его концентрации в крови приводит к разрыву стенки зрелого фолликула в яичнике, то есть к овуляции, вследствие чего концентрация эстрогенов в крови резко падает. Продолжительность эструса имеет видовую специфику. Так, например, у коров эта стадия длится от 2 до 30 часов, у кобыл — 5-15 дней, у сук — 9-14 дней. Течка сопровождается обильным выделением слизи из наружных половых органов самки. Матка готова принять зародыш.

### Метаэструс
На месте лопнувшего фолликула под влиянием ЛГ развивается жёлтое тело, которое начинает вырабатывать прогестерон. Его мишенью также является матка, при этом наиболее выраженные изменения наблюдаются в эндометрии, который достигает наибольшей толщины в период стадии расцвета жёлтого тела. Железы становятся глубокими и весьма разветвлёнными, гландулоциты выделяют густой секрет, богатый гликогеном. Сосуды эндометрия переполняются кровью. Матка находится в ожидании зародыша, который при благоприятном исходе попадает в неё на стадии бластоцисты.

### Диэструс
Если не происходит оплодотворение, то жёлтое тело подвергается увяданию, концентрация прогестерона в крови быстро снижается и описанные явления, протекающие в матке в предыдущие стадии, повторяют ту же последовательность, но в обратном порядке (принцип обратной связи с гипоталамо-аденогипофизарной системой аналогичен описанному выше). Таким образом, продукция ФСГ и ЛГ в аденогипофизе протекает не одновременно, в связи с чем в яичнике секреция эстрогена последовательно сменяется продукцией прогестерона и, наоборот, вследствие чего в половой системе самок протекают циклические изменения.

## Стадии эструса на примере кошки

### Проэструс
Начало течки, или её первая стадия продолжается 1-2 дня. Существует несколько индикаторов этой стадии. Например, можно отметить, что у кошки слегка увеличенная и влажная вульва. Также отмечаются повышенный аппетит и беспокойство. Она выдает низкие гортанные звуки и больше обычного ластится к хозяину. В этом состоянии она является привлекательной для котов, но ещё не подпускает их к себе. Проэструс характеризуется периодом ухаживания, во время которого само присутствие кота рядом стимулирует активизацию выделений гормонов у кошки.

### Эструс
Вторая стадия эстрального цикла — эструс, или сама течка, — стадия половой восприимчивости. Она может длиться от 1 до 21 дня, со средней продолжительностью 5-7 дней. Аппетит животных снижен или отсутствует. Отмечается частое мочеиспускание.

### Интерэструс (метаэструс)
Третья стадия репродуктивного цикла — метаэструс.
Она длится у кошки от 2 до 19 дней, в среднем 8 дней. В этом периоде самку половой партнер уже не интересует. Она может агрессивно отгонять самца при попытках начать спаривание.
Дальнейшее развитие цикла зависит от того, произошло ли оплодотворение. Если овуляция произошла, половой инстинкт угасает. Если же спаривания не было, через 1-2 недели кошка войдёт в новый цикл, начиная с проэструса. Если половой акт вызвал овуляцию, но оплодотворения не произошло, то может наступить ложная беременность, которая длится 35-45 дней. Оплодотворение яйцеклетки происходит в течение 24-48 часов после спаривания. У некоторых кошек овуляция наступает через 12 часов. В большинстве случаев яичники формируют 4 яйцеклетки, но известны случаи рождения сразу 12 котят. Через 58-74 дня кошка рожает. Однако, если кошка во время родов теряет всех котят, то течка наступает значительно раньше, а иногда бывает, что первый половой цикл может наступить даже на второй день лактации. Эструс может несколько раз восстанавливаться в течение беременности кошки.

### Анэструс
Если оплодотворения не произошло, начинается четвёртая стадия репродуктивного цикла — стадия полового покоя. Как правило, это сезонный период короткого светового дня